# Laguna (Nowy Meksyk)
Laguna – jednostka osadnicza w Stanach Zjednoczonych, w stanie Nowy Meksyk, w hrabstwie Cibola.